# Argyroeides ortona
Argyroeides ortona är en fjärilsart som beskrevs av Druce 1893. Argyroeides ortona ingår i släktet Argyroeides och familjen björnspinnare. Inga underarter finns listade i Catalogue of Life.